# Телига, Елена Ивановна
Еле́на Ива́новна Телига (укр. Олена Іванівна Теліга; урожд. Елена Шовгенова; 21 июля 1906—1942) — украинская поэтесса и литературный критик, член Организации украинских националистов.

## Биография
Родилась в интеллигентной украинской семье 21 июля 1906 года в поселке Ильинское под Москвой, где её родители снимали дачу. В Московской губернии было тогда четыре населенных пункта с названием «Ильинское», но только один из них дачный - дачный поселок близ станции Быково, нынешний рабочий поселок Ильинский в Московской области.
Мать была дочерью православного священника, учительницей, отец Иван Афанасьевич Шовгенов, из государственных крестьян Харьковской губернии  — инженером-гидротехником, работал на Москве-реке, Волге, Клязьме, Северском Донце, был одним из авторов орошения Голодной степи около Ташкента. Старший брат Сергей также был поэтом (писал на русском языке под псевдонимом С. Нальянч), но по сравнению с ней он почти неизвестен.
В 1911 году жившая в Москве семья Шовгеновых переезжает в Санкт-Петербург, а оттуда в мае 1917 года в город Изюм на Харьковщине, где жили родственники Ивана Афанасьевича. С весны 1918 года отец Елены работал в Министерстве путей сообщения УНР, а с сентября — и профессором в Киевском политехническом институте, и семья жила в Киеве. Там Елена обучалась в женской гимназии Александры Дучинской. Судя по табелю, училась она в гимназии посредственно. В 1919 году частное образование прекратилось, и Елене пришлось перейти в народную школу.
В ноябре 1920 года отец Елены, вместе с украинским правительством, уезжает в Польшу, а с апреля 1922 — в Чехию. В мае 1922 года эмигрирует и мать Елены вместе с ней и её братом Сергеем, однако сначала они поселились в Тарнуве (Польша). Через два месяца они переехали в Подебрады (Чехия), где отец Елены занимал должность ректора в Украинской хозяйственной академии. В 1923 году Елена получила аттестат о среднем образовании и поступила на историко-филологическое отделение Украинского педагогического института им. Михаила Драгоманова в Праге. Тут она познакомилась со своим будущим мужем Михаилом Телигой, кубанским казаком и бывшим сотником Армии УНР. Они поженились 1 августа 1926 года. В конце 1920-х гг. впервые начала публиковаться поэзия Елены Телиги.
Осенью 1929 года Елена вместе с мужем переехала в Варшаву, где уже с 1928 года жили её родители. В Варшаве Елена нуждалась, иногда работала моделью в магазинах, однако затем ей удалось устроиться учительницей начальных классов в украинской школе.
Много внимания уделяла воспитанию студенческой молодежи. Выступая перед Украинской Студенческой общиной в Варшаве, Е. Телига выражает своё отношение к роли украинской женщины в национальном воспитании, критикует женскую прессу, которая, по её мнению, не готовила женщин к такой миссии, выражает восхищение силами, которые больше всего любят свое дело, с радостью отдают ему все силы, со смехом встречают опасность, как, например, казаки Сирко и Богун.
В декабре 1939 года чета Телиг переехала в Краков, где Елена встретила своего давнего знакомого, видного деятеля украинской эмигрантской культуры Олега Ольжича (Олега Кандыбу) и вступила в Организацию украинских националистов (фракция А. Мельника), членом правления («Провода») которой Ольжич и являлся.
После провозглашения ОУН(б) Акта восстановления независимости Украинского государства во Львове 30 июня 1941 года обе части расколотой ОУН принимаются за создание украинской гражданской администрации на оккупированных Германией украинских землях. Как член культурно-образовательной референтуры ОУН(м) Елена Телига нелегально пересекает границу между уже оккупированной Польшей и СССР и после полутора месяцев, проведённых в Ровно, где работала в организованной Уласом Самчуком газете «Волынь», 22 октября 1941 года вместе с одной из «походных групп» на машине приезжает в Киев, где возглавляет Союз украинских писателей, открывает пункт питания для своих соратников, сотрудничает с редакцией оккупационной газеты «Украинское слово» (редактор Иван Рогач), издаёт еженедельник литературы и искусства «Литавры». В своих статьях выражает надежду, что крушение большевизма поможет возрождению украинской культуры.
Телига игнорировала постановления немецкой власти, и в конце концов «Литавры» были запрещены, а 9 февраля 1942 года Елена Телига была арестована. Вместе с ней добровольно сдался гестапо и её муж, который ради этого назвался писателем. На стене камеры она нарисовала трезубец и оставила надпись: «Тут сиділа і звідси йде на розстріл Олена Теліга» («Здесь сидела и отсюда идёт на расстрел Елена Телига»). Существует три версии гибели Елены Телиги. Самая распространённая гласит, что её и Михаила Телигу вместе со многими другими украинскими националистами гитлеровцы расстреляли в Бабьем Яру 21 февраля 1942 года, всего в этом месте погибло более 600 ОУНовцев (Иван Рогач, Владимир Багазий и др.). Как свидетельствует бывший бургомистр Леонтий Форостовский, Телига не дождалась казни, перерезав себе вены в тюремной камере. Историк Илья Левитас отметил, что «широко распространяемая информация о том, что в Бабьем Яру похоронена Елена Телига и другие украинские националисты, расстрелянные немцами, — миф». По его словам — все арестованные националисты, включая Телигу, находились в застенках гестапо на Владимирской улице, где сейчас находится здание СБУ. «Их расстреливали прямо в подвалах гестапо, а потом хоронили на Лукьяновском кладбище. Скорее всего, там и находится могила поэтессы», — отметил Левитас.

## Увековечение памяти

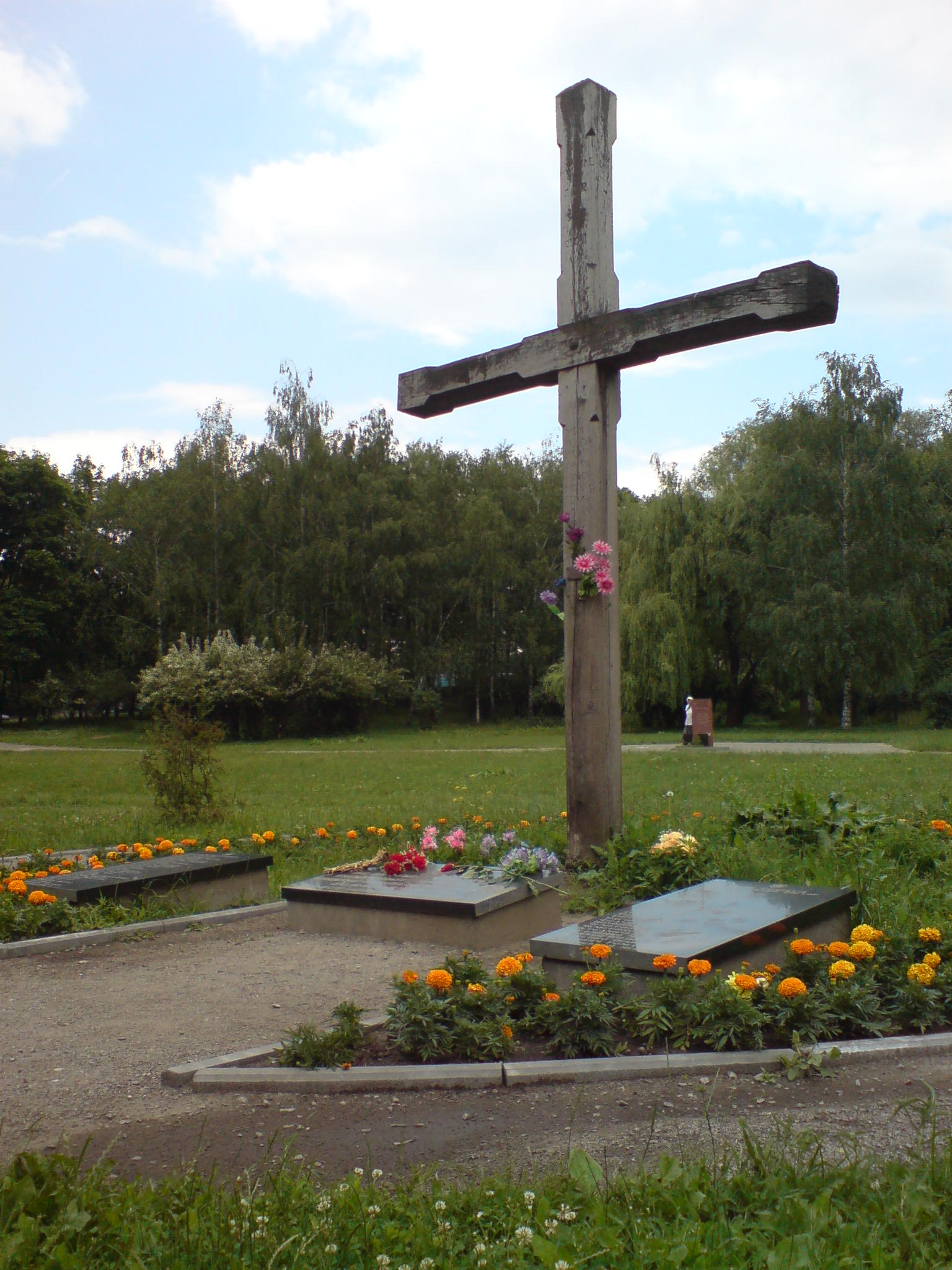
Крест в память о расстрелянных в Бабьем Яру украинских патриотах

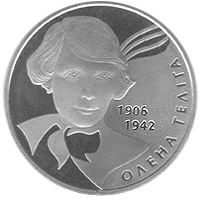
Юбилейная монета с изображением Е. Телиги

21 февраля 1992 года, в 50-летие расстрела, в Бабьем Яру был установлен крест в память об Елене Телиге и других 620 расстрелянных членах ОУН. В 1993 улицу Демьяна Коротченко, прилегающую к Бабьему Яру, назвали улицей Елены Телиги. 22 мая 2006 года президент Украины Виктор Ющенко издал указ № 416/2006 «О праздновании 100-летия со дня рождения Елены Телиги». Согласно этому указу 21 июля 2006 был выпущен посвящённый Елене Телиге конверт со спецгашением. 13 декабря 2008 года в чешском курортном городе Подебрады, который находится в 50 км от Праги, открыли мемориальную доску Елене Телиге. Мемориальную доску установили на доме санатория, в котором в 1922—1923 годах она училась на располагавшихся там матуральных курсах.

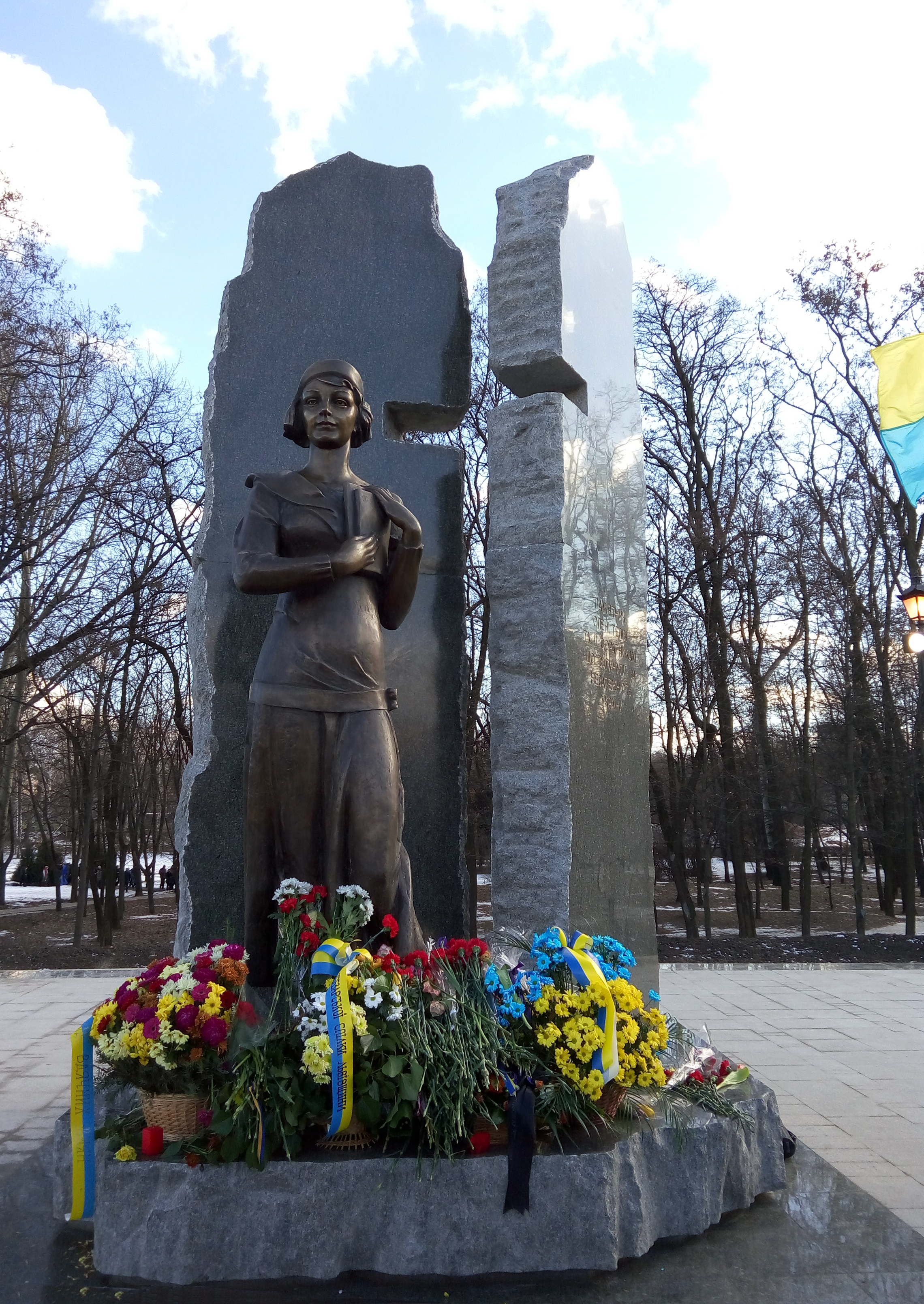
Паметник Елене Телиге в «Бабьем Яру»

25 февраля 2017 года Киевская городская государственная администрация открыла памятник Елене Телиге на территории Национального историко-мемориального заповедника «Бабий Яр» в Киеве.

## Мировоззрение
Телига противопоставляла свои взгляды взглядам западных феминисток, придерживаясь точки зрения, что миссия женщины — в «нежности», в поддержке боевого духа мужчин.